# Universität L’Aquila
Die Universität L’Aquila (italienisch Università degli studi dell’Aquila) ist eine Universität in der italienischen Stadt L’Aquila, der Hauptstadt der Region Abruzzen.
1458 und 1464 ersuchten die Stadtväter König Ferdinand II., in L’Aquila eine Hochschule errichten zu dürfen, die jedoch erst 1596 unter jesuitischer Führung eröffnet wurde. Beim Erdbeben von L’Aquila im Jahre 2009 wurde die Universität stark in Mitleidenschaft gezogen.
Die Universität zählt derzeit knapp 16.000 Studierende, die sich auf neun Fakultäten verteilen:
- Fakultät für Biotechnologie
- Fakultät für Erziehungswissenschaften
- Fakultät für Ingenieurwissenschaften
- Fakultät für Literatur und Philosophie
- Fakultät für Mathematik und Naturwissenschaften
- Fakultät für Medizin
- Fakultät für Psychologie
- Fakultät für Sportwissenschaften
- Fakultät für Wirtschaftswissenschaften

Ein kleiner Kreis besonders begabter Studenten der Universität wird am Gran Sasso Science Institute in L’Aquila und in den Laboratori Nazionali del Gran Sasso gefördert.